# 3 (album)
3 je treći studijski album metal sastava Soulfly, objavljen 25. lipnja 2002.

## O albumu
Pravo ime albuma je ॐ kao što se vidi na omotu, međutim, uglavnom ga se zbog lakšeg čitanja i pisanja naziva 3. Simbol ॐ je svet u hinduizmu. 
Album se nalazio na 46. mjestu Billboard 200 top liste. Na njemu, između ostalih, gostuju Christian Machado, Greg Hall, Danny Marianino i drugi. Pjesma "09-11-01" je minuta šutnje u čast žrtvama napada na WTC 11. rujna 2001.

## Popis pjesama
Tekstovi i glazba: Max Cavalera, osim gdje je navedeno drugačije. 
| 1.    | »Downstroy«                                                             |                                              |                               | 4:25 |
| 2.    | »Seek 'n' Strike«                                                       |                                              |                               | 4:27 |
| 3.    | »Enterfaith«                                                            |                                              |                               | 4:46 |
| 4.    | »One« (s Christanom Machadom)                                           | Max Cavalera, Cristian Machado               |                               | 5:21 |
| 5.    | »L.O.T.M.«                                                              |                                              |                               | 2:36 |
| 6.    | »Brasil«                                                                |                                              |                               | 4:56 |
| 7.    | »Tree of Pain« (s Ashom Rabouinom i Ritchiem Cavalerom)                 | Max Cavalera, Ritchie Cavalera, Adha Rabouin |                               | 8:23 |
| 8.    | »One Nation« (s Gregom Hallom i Wileyom Arnettom, obrada Sacred Reicha) | Phil Rind                                    | Phil Rind, Wiley Arnett       | 3:42 |
| 9.    | »9-11-01«                                                               |                                              |                               | 1:00 |
| 10.   | »Call to Arms« (s Dannyjem Marianinom)                                  | Max Cavalera, Danny Marianino                | Max Cavalera, Danny Marianino | 1:23 |
| 11.   | »Four Elements«                                                         |                                              |                               | 4:20 |
| 12.   | »Soulfly III«                                                           |                                              |                               | 5:02 |
| 13.   | »Sangue de Bairro« (obrada Chico Science & Nação Zumbi)                 | Chico Science & Nação Zumbi                  | Chico Science & Nação Zumbi   | 2:18 |
| 14.   | »Zumbi«                                                                 |                                              |                               | 6:16 |
| 59:30 |                                                                         |                                              |                               |      |

| Bonus pjesma na japanskom izdanju | Bonus pjesma na japanskom izdanju  | Bonus pjesma na japanskom izdanju                         | Bonus pjesma na japanskom izdanju | Bonus pjesma na japanskom izdanju | Bonus pjesma na japanskom izdanju | Bonus pjesma na japanskom izdanju | Bonus pjesma na japanskom izdanju | Bonus pjesma na japanskom izdanju | Bonus pjesma na japanskom izdanju |
| Br.                               | Skladba                            | Autor                                                     | Trajanje                          |                                   |                                   |                                   |                                   |                                   |                                   |
| --------------------------------- | ---------------------------------- | --------------------------------------------------------- | --------------------------------- | --------------------------------- | --------------------------------- | --------------------------------- | --------------------------------- | --------------------------------- | --------------------------------- |
| 15.                               | »I Will Refuse« (obrada Pailheada) | Paul Barker, Al Jourgensen, Ian MacKaye i William Rieflin |                                   |                                   |                                   |                                   |                                   |                                   |                                   |
| 63:37                             |                                    |                                                           |                                   |                                   |                                   |                                   |                                   |                                   |                                   |

| 16.   | »Under the Sun« (obrada Black Sabbatha)  | Ozzy Osbourne, Tony Iommi, Geezer Butler, Bill Ward | 5:47 |
| 17.   | »Eye for an Eye«                         |                                                     | 4:09 |
| 18.   | »Pain« (uživo na Ozzfestu 2000. godine.) | Max Cavalera, Chino Moreno i Grady Avenell          | 5:01 |
| 78:24 |                                          |                                                     |      |

## Zasluge
| Soulfly - Max Cavalera - vokal, ritam gitara, sitar, berimbau, udaraljke (na pjesmi "Brasil"), bas-gitara (na pjesmi "I Will Refuse"), aranžmani (udaraljke), miks, produkcija, fotografije, koncept naslovnici - Marcelo Dias – bas-gitara, udaraljke, prateći vokal, efekte, petlja bubnja (na pjesmi "One"), sitar (na pjesmi "Tree of Pain"), klavijature (na pjesmi "Soulfly III") - Roy Mayorga – bubnjevi, udaraljke - Mikey Doling – gitara, udaraljke Ostalo osoblje - Otto D'Agnolo – inženjer zvuka, miks - Leo Zuleta – logotip - Kevin Estrada – fotografije - Neville Garrick – grafički dizajn, fotografije, umjetnički smjer - Ted Jensen – mastering - Anthony Kilhoffer – miks (asistent) - Glen La Ferman – fotografije - Nesta Garrick – naslovnica - Nicholas Steever – fotografije - Jamison Weddie – inženjer zvuka (asistent) - Terry Date – miks | Dodatni glazbenici - Matthew Clark – vokal (na pjesmi "L.O.T.M.") - Susan Clark – vokal (na pjesmi "L.O.T.M.") - Michael Cook – vokal (na pjesmi "L.O.T.M.") - Cristian Machado – vokal (na pjesmi "One") - Danny Marianino – vokal (na pjesmi "Call to Arms") - John Naylor – dodatne programiranje - Meia Noite – udaraljke, aranžmani udaraljke - Jose Navarro – vokal (na pjesmi "L.O.T.M.") - Ray Clark – vokal (na pjesmi "L.O.T.M.") - Katherine Clark – vokal (na pjesmi "L.O.T.M.") - Jeremiah Cook – vokal (na pjesmi "L.O.T.M.") - Isabel Adelman – glasovi (na pjesmi "One Nation") - Danielle Cokk – vokal (na pjesmi "L.O.T.M.") - Wiley Arnett – gitara (na pjesmi "One Nation") - Christina Newport – vokal (na pjesmi "L.O.T.M.") - Jason Cavalera – vokal (na pjesmi "L.O.T.M.") - Ellie Guffin – vokal (na pjesmi "L.O.T.M.") - Jason Rockman – vokal (na pjesmi "Pain") - Cindy Guffin – vokal (na pjesmi "L.O.T.M.") - Greg Hall – bubnjevi (na pjesmama "One Nation" i "I Will Refuse") - Mark Pringle – vokal (na pjesmi "L.O.T.M.") - Mark Corona – vokal (na pjesmi "L.O.T.M.") - Stephanie Cook – vokal (na pjesmi "L.O.T.M.") - Paul Guffin – vokal (na pjesmi "L.O.T.M.") - Kenny Carruth – vokal (na pjesmi "L.O.T.M.") - Leo Mooney – vokal (na pjesmi "L.O.T.M.") - Natasha Cook – vokal (na pjesmi "L.O.T.M.") - Joe Nuñez – bubnjevi (na pjesmama "Eye for an Eye" i "Pain") - Asha Rabouin – vokal (na pjesmi "Tree of Pain") - Ritchie Cavalera – vokal (na pjesmi "Tree of Pain"), glasovi i udaraljke - Dave Chavarri – bubnjevi (na pjesmi "Under the Sun") - Zyon Cavalera – vokal (na pjesmama "L.O.T.M." i "One Nation") - Igor Cavalera – vokal (na pjesmama "L.O.T.M." i "One Nation") - Jade Carneal – vokal (na pjesmama "L.O.T.M." i "One Nation") - Noah Corona – vokal (na pjesmama "L.O.T.M." i "One Nation") |

## Ljestvice
| Top lista (2002.) | Pozicija |
| ----------------- | -------- |
| Billboard 200     | 46.      |